# Tullio Levi-Civita
Tullio Levi-Civita (Padua, 29 de marzo de 1873-Roma, 29 de diciembre de 1941) fue un matemático italiano, famoso por su trabajo sobre cálculo tensorial, pero que también hizo contribuciones significativas en otras áreas de las matemáticas. Era discípulo de Gregorio Ricci-Curbastro, el inventor (algunos dicen co-inventor con Levi-Civita) del cálculo tensorial. Su trabajo incluye artículos fundamentales en matemáticas puras y aplicadas, la mecánica celeste (notable en el problema de los tres cuerpos) e hidrodinámica.
Levi-Civita ayudó personalmente a Albert Einstein a aprender el cálculo tensorial, en el cual Einstein basaría su relatividad general, y que había luchado por dominar. Su libro de texto en cálculo tensorial El Cálculo Diferencial Absoluto (originalmente un conjunto de notas de la conferencia en italiano de coautoría con Ricci-Curbastro) sigue siendo uno de los textos estándares más de un siglo después de su primera publicación, con varias traducciones disponibles.

## Einstein y Levi-Civita
Para muchas personas, puede ser un hecho bastante sorprendente que Albert Einstein no se considerara a sí mismo un consumado matemático, aunque comparado con el promedio de los físicos de su época tenía un considerable dominio de las matemáticas, mucho mayor que el de la media de las personas de su época y de otros tiempos. Lo que realmente quería decir es que su dominio de las matemáticas no era equiparable al del brillante italiano Tullio Levi-Civita. La forma exacta en que se conocieron no está muy clara, pero se puede reconstruir un poco su historia a partir de su correspondencia: 
Einstein escribe a su amigo Arnold Sommerfeld lo siguiente:

Estoy ocupándome exclusivamente del problema de la gravitación, y creo y espero que superaré todas las dificultades. Pero una cosa es cierta, nunca hasta ahora en toda mi vida había hecho un trabajo tan arduo. Me he llegado a imbuir de un gran respeto por las matemáticas, cuyas sutiles partes en mi inocencia yo había considerado hasta ahora como un mero lujo.

El fundamento matemático de la teoría general de la relatividad de Albert Einstein era el cálculo tensorial, que ya había sido elaborado diez o quince años antes por dos matemáticos italianos, siendo uno de ellos Tullio Levi-Civita. En 1914 Einstein escribió su primer artículo sobre la nueva teoría, y otro físico de nombre Max Abraham, cuya teoría rivalizaba con la de Einstein, leyó el artículo de Einstein pero no fue capaz de entenderlo: era demasiado difícil. Así que para conseguir ayuda se lo envió a Tullio Levi-Civita, quien inmediatamente después de leer el artículo se interesó por la teoría de la relatividad. En 1915 Levi-Civita escribió una carta a Albert Einstein diciéndole que había algo que no marchaba en su teoría. Es fácil imaginar cómo se sentiría Einstein después de esta carta, porque había estado luchando por dominar aquellas matemáticas tan difíciles, y cuando por fin tuvo el valor suficiente para escribir su primer artículo utilizándolas, el individuo que había inventado esa matemática le escribe una carta diciéndole que se ha equivocado. El tema en cuestión era un tensor en particular, un tensor que representaba el campo electromagnético y el problema surgió exactamente en cómo ese tensor cambiaba de un sistema de coordenadas a otro. Einstein entendió cómo funcionaba el cambio, pero Levi-Civita le decía que ahí había un error. Resultó al final que Einstein estaba en lo cierto y que Levi-Civita era el equivocado: aquello era una teoría física, Albert era físico y su intuición de físico le decía cuál tenía que ser la respuesta, pero sus pasos matemáticos eran dudosos y ese es el punto en el que Levi-Civita le había atacado.
Desde ese momento la correspondencia entre ellos fue muy intensa, y se desarrolló una profunda relación entre estos dos hombres. Estas son algunas de las cartas escritas por Albert Einstein, no se tiene ninguna escrita por Tullio Levi-Civita (se deduce que el carácter ordenado y meticuloso de Levi-Civita es la respuesta a esta cuestión), a diferencia de Einstein que solía tirar todo a la basura.

Mi querido colega, acabo de recibir su carta de fecha de 23 de marzo escrita en ese italiano tan familiar para mí y que tanto he echado de menos, no creo que usted sea capaz de imaginar cuanta alegría me produce recibir una carta escrita en genuino italiano, al leerla los bellos recuerdos de mi juventud vuelven a cobrar vida.

Sus cartas son en extremo agradables y me felicita amablemente para que cuando yo lea sus nuevas objeciones no tenga que poner mala cara.

El siguiente es un fragmento de una carta en la que se escribe una de las posdatas más bellas de cualquier correspondencia científica:

Einstein dice: jamás había tenido una correspondencia tan interesante como esta, tendría que ver con que ansiedad espero sus cartas. A mi llegada encontré sus nuevos e interesantes trabajos y me los llevé conmigo enseguida para poder estudiarlos aquí con tranquilidad. Admiro la elegancia de su método de cálculo, debe ser muy hermoso cabalgar por esos campos sobre el caballo de las verdaderas matemáticas, mientras que los que son como nosotros tenemos que hacer nuestro camino a pie.

Todo cuando estos dos hombres no se habían visto nunca.

## Eponimia
- El cráter lunar Levi-Civita lleva este nombre en su memoria.[4]
- El asteroide (12473) Levi-Civita también conmemora su nombre.